# Ken Cuccinelli

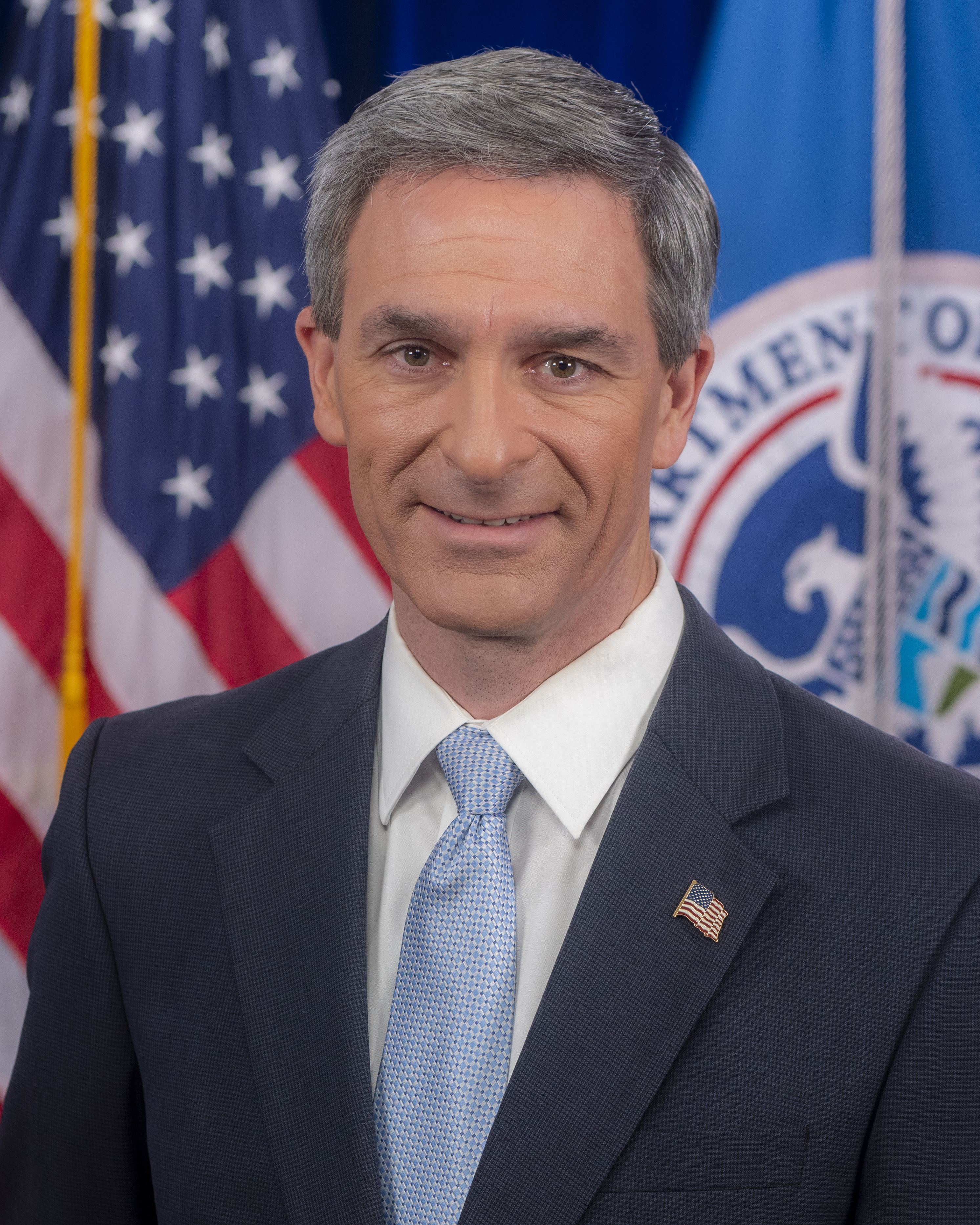
Ken Cuccinelli (2019)

Kenneth Thomas „Ken“ Cuccinelli II (* 30. Juli 1968 in Edison, New Jersey) ist ein US-amerikanischer Politiker der Republikanischen Partei. Er wurde am 10. Juni 2019 kommissarisch zum Leiter der Einwanderungs- und Ausländerbehörde der Vereinigten Staaten ernannt, was ein Bundesrichter am 1. März 2020 für widerrechtlich erklärte.
Vom 19. August 2002 bis zum 12. Januar 2010 war Cuccinelli Mitglied im Senat von Virginia und anschließend bis zum 11. Januar 2014 Attorney General dieses Bundesstaates. 2013 trat er als Kandidat der Republikaner bei den Gouverneurswahlen in Virginia an, die er jedoch verlor. Ab dem 13. November 2019 war Cuccinelli zudem de facto kommissarischer stellvertretender Minister für Innere Sicherheit der Vereinigten Staaten. Dies wurde am 14. November 2020 durch ein Bundesgericht ebenfalls für unrechtmäßig erklärt, allerdings blieb Cuccinelli bis zur Amtseinführung Joe Bidens am 20. Januar 2021 im Amt.

## Leben
Nach dem Besuch der Gonzaga College High School in Washington, D.C. studierte er zunächst Maschinenbau an der University of Virginia und schloss dieses Studium mit einem Bachelor of Science (B.S. Mechanical Engineering) ab. Ein anschließendes postgraduales Studium im Fach Internationaler Handel und Politik an der George Mason University beendete er mit einem Master of Arts (M.A. International Commerce and Policy), ehe er ein weiteres Studium der Rechtswissenschaften an der Law School der George Mason University mit einem Juris Doctor (J.D.) abschloss.
Er war zunächst als Rechtsanwalt in Virginia tätig und von 1998 bis 2000 Mitglied des Board of Directors von Family Incorporated. Daneben engagierte sich Cuccinelli bei den Defenders of Property Rights sowie den Kolumbusrittern.
Seine politische Laufbahn begann er im August 2002, als er als Vertreter der Republikanischen Partei Mitglied im Senat von Virginia wurde und in diesem bis 2010 den 37. Bezirk in Fairfax County vertrat. Cuccinelli gehört zum rechten Flügel seiner Partei und vertritt äußerst konservative politische Positionen. Als Senator zeichnete er unter anderem für einen Gesetzesvorschlag verantwortlich, der Firmen die Entlassung von Mitarbeitern erlaubt hätte, die kein Englisch am Arbeitsplatz sprechen, womit diese auch den Anspruch auf Arbeitslosenunterstützung verlieren würden. Der Vorschlag scheiterte jedoch. Cuccinelli ist auch ein erklärter Gegner von Homosexuellenrechten, gilt als Abtreibungsgegner und setzt sich gegen Beschränkungen beim Waffenbesitz ein. Außerdem ist er ein erklärter Klimaleugner der die menschengemachte globalen Erwärmung bestreitet und für scharfe Attacken auf Klimaforscher bekannt ist.
Cuccinelli wurde im November 2009 zum Attorney General von Virginia gewählt und bekleidete das Amt seit dem 16. Januar 2010. Im November 2013 bewarb er sich als republikanischer Kandidat um das Amt des Gouverneurs von Virginia. Mit einem Stimmenanteil von 45,3 Prozent unterlag er dem Demokraten Terry McAuliffe, der auf knapp 48 Prozent der Stimmen kam und somit im Januar 2014 die Nachfolge von Bob McDonnell antrat. Cuccinellis Amtszeit als Attorney General endete auch im Januar 2014. Sein Nachfolger in diesem Amt wurde der Demokrat Mark R. Herring.
Vor der Präsidentschaftswahl in den Vereinigten Staaten 2016 war Cuccinelli als Berater in der Kampagne des Senators Ted Cruz aktiv. Im Juni 2019 wurde Cuccinelli zum stellvertretenden Hauptdirektor der amerikanischen Einwanderungsbehörde USCIS berufen. Damit wurde er durch den vorherigen Rücktritt des bisherigen Behördenleiters Lee Cissna auch zum kommissarischen Leiter der Behörde. Nach seiner Ernennung warfen mehrere Senatoren die Frage auf, inwiefern die Ernennung Cuccinellis in die Position gerechtfertigt gewesen sei. Demnach sei die Stelle als stellvertretender Hauptdirektor geschaffen worden, um eine Bestätigung des Senats der Vereinigten Staaten zu umgehen. Im September 2019 wurde Klage gegen die Ernennung von Ken Cuccinelli eingereicht. Am 1. März 2020 entschied ein US-Bezirksgericht, das die Ernennung von Cuccinelli zum Leiter der Einwanderungsbehörde nicht rechtmäßig sei. Eine Berufung dagegen wurde von der Regierung am 12. August 2020 fallen gelassen.
Am 13. November 2019 ernannte der damalige Minister für Innere Sicherheit Chad Wolf Cuccinelli zu seinem Stellvertreter. Seit dem 29. Januar 2020 war er Mitglied in der White House Coronavirus Task Force. Am 14. August 2020 veröffentlichte das Government Accountability Office eine Erklärung, nach der die Ernennung von Chad Wolf und dessen Vorgänger Kevin McAleenan zum Minister für Innere Sicherheit nach dem Federal Vacancies Reform Act von 1998 nicht rechtmäßig war. Demnach hätte nach dem Rücktritt von Kirstjen Nielsen im April 2019 der Leiter Cybersecurity and Infrastructure Security Agency, Christopher C. Krebs, deren Amt übernehmen müssen. Am 14. November 2020 entschied ein Bundesgericht, das Chad Wolf und Ken Cuccinelli unrechtmäßig als Minister und stellvertretender Minister für Innere Sicherheit eingesetzt wurden. Nach Willen der Regierung übte Cuccinelli das Amt noch bis zur Amtseinführung des Präsidenten Joe Biden am 20. Januar 2021 aus.

### Amtshandlungen als Attorney General

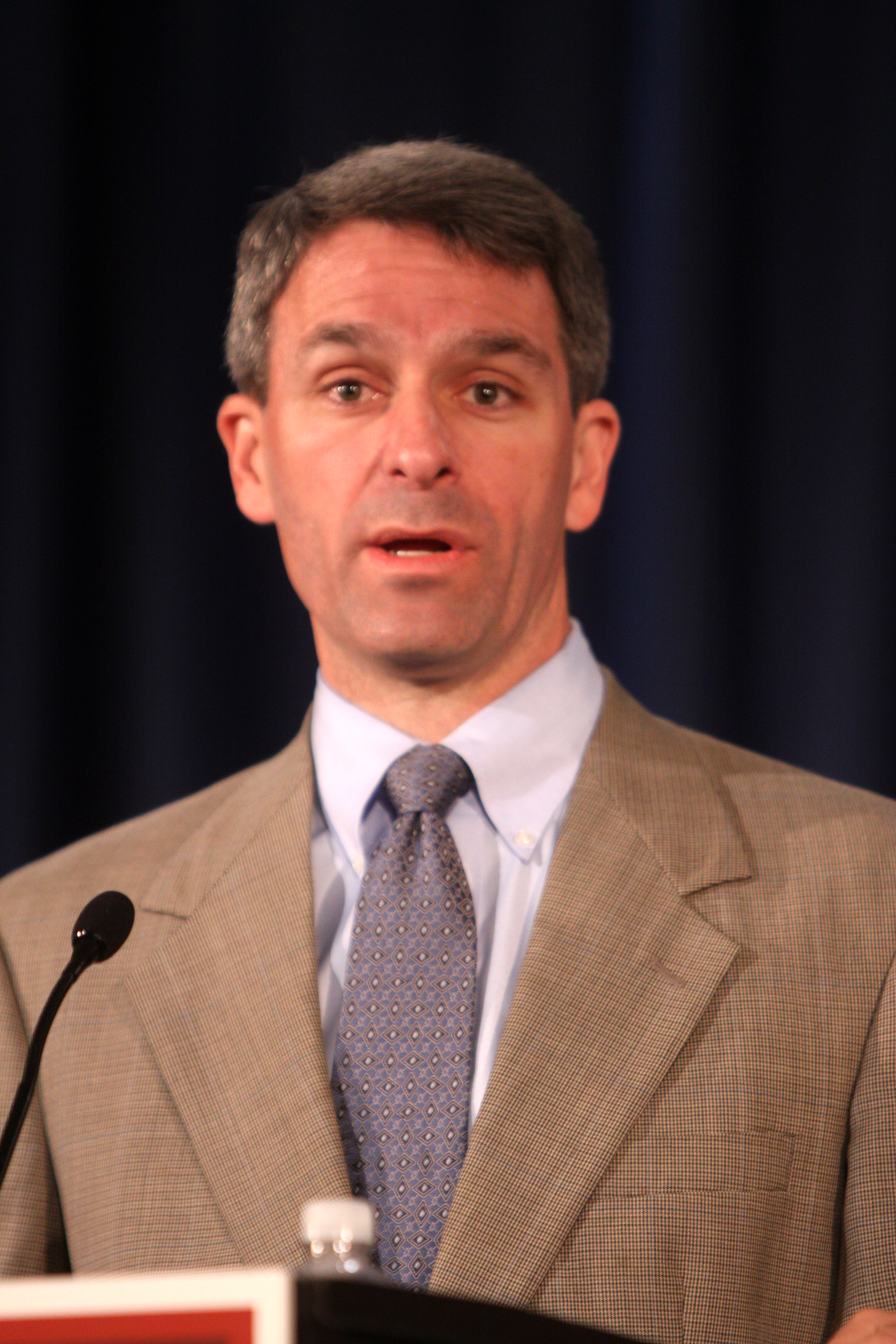
Ken Cuccinelli (2012)

Im März 2010 reichte Cuccinelli Klage gegen die Gesundheitsreform von US-Präsident Barack Obama ein, unter anderem mit der Begründung, das Reformgesetz würde die Souveränität des Bundesstaates Virginia verletzen.
Im August 2010 erstellte Cuccinelli ein Rechtsgutachten, dem zufolge die Überprüfung des aufenthaltsrechtlichen Status von jedem erlaubt sei, der von der Polizei angehalten werde, unabhängig vom Grund der Kontrolle. Das Gutachten entstand vor dem Hintergrund einer heftigen Debatte um geplante Verschärfungen des Einwanderungsrechts in einer Reihe von US-Bundesstaaten.
Ebenfalls im August 2010 erstellte Cuccinlli ein weiteres Gutachten, das eine schärfere Aufsicht der Behörden über Abtreibungskliniken ermöglicht. Befürworter des Rechts auf Abtreibung übten scharfe Kritik an dem Gutachten. Die geschäftsführende Direktorin von NARAL Pro-Choice Virginia sieht in Cuccinellis Aktion einen Versuch, Abtreibungskliniken in Virginia zu schließen.
Cuccinelli ist Klimawandelleugner und versuchte wiederholt, Klimaforscher mithilfe des Staatsapparates zu attackieren. Besonders bekannt sind seine Angriffe auf Michael E. Mann, dem Hauptautor hinter dem Hockeyschläger-Diagramm, dem er wissenschaftlichen Betrug unterstellte. Hierfür investierte er hunderttausende Dollar Steuergelder. Dabei versuchte er, die University of Virginia zur Herausgabe von Daten und Unterlagen zu zwingen, die mit früheren Forschungsprojekten von Mann zusammenhängen. Cuccinelli wollte gegen Mann eine juristische Untersuchung anstrengen unter dem Verdacht der angeblichen Erschleichung von Forschungsgeldern mithilfe manipulierter Klimadaten und berief sich dabei auf die Kontroverse um den Hackerzwischenfall am Klimaforschungszentrum der University of East Anglia. Er legte jedoch keinerlei Beweise für irgendein Fehlverhalten des Wissenschaftlers vor und überging die entlastenden Berichte mehrerer offizieller Untersuchungskommissionen. Cuccinellis Aktionen stießen in wissenschaftlichen Kreisen auf massive Kritik und wurden als Angriff auf die Freiheit der Wissenschaft gebrandmarkt. 19 Professoren der Old Dominion University zogen in einer gemeinsamen Stellungnahme Parallelen zwischen Cuccinellis Vorgehen und der McCarthy-Ära. 255 Wissenschaftler der National Academy of Sciences, darunter elf Nobelpreisträger, forderten in einem Offenen Brief die Beendigung der „McCarthy-artigen Verfolgung unserer Kollegen.“ In dem Brief wurde auch Bestürzung geäußert über die Art und Weise, wie „Klimawandelverneiner“ nicht nur die Klimaforschung im Allgemeinen, sondern auch einzelne Klimaforscher angreifen würden. Derartige Angriffe würden nicht von einem aufrichtigen Streben nach alternativen Erklärungen geleitet, sondern von „Interessengruppen oder Dogmen.“ Die Unterzeichner forderten außerdem ein Ende der Drangsalierung von Wissenschaftlern durch Politiker, die Ablenkungen suchten, um Klimaschutz zu verhindern. Proteste kamen auch von der American Association for the Advancement of Science (AAAS) und von der Union of Concerned Scientists (UCS), die dem Attorney General Falschbehauptungen vorwarf. Mehr als 900 US-Wissenschaftler unterzeichneten eine Petition, in der Cuccinelli aufgefordert wurde, die „völlig ungerechtfertigte“ Untersuchung zu stoppen. Die führende Fachzeitschrift Nature bezeichnete in einem Editorial Cuccinellis Vorgehen als „ideologisch motivierte Inquisition“, durch die Wissenschaftler drangsaliert und eingeschüchtert würden. Die Washington Post kommentierte, der Attorney General habe der Forschungsfreiheit den Krieg erklärt. Selbst der Klimaskeptiker Stephen McIntyre verurteilte Cuccinellis Vorgehen.
Die Hochschullehrervereinigung American Association of University Professors (AAUP), der fast 50.000 US-Wissenschaftler angehören, und die Bürgerrechtsorganisation American Civil Liberties Union (ACLU) forderten im Mai 2010 die University of Virginia auf, sich gegen Cuccinellis Forderung auf Datenherausgabe juristisch zur Wehr zu setzen, und boten der Universität ihre Unterstützung an. Nachdem die Universität dann Rechtsmittel gegen die Forderung des Attorney General eingelegt hatte, entschied ein Gericht im August 2010 in erster Instanz, dass Cuccinellis Forderung nicht nachvollziehbar begründet sei. Das Gericht gab damit der Universität in ihrer Entscheidung Recht, die Herausgabe der Daten abzulehnen. Nachdem der Attorney General in Berufung gegangen war, entschied der Oberste Gerichtshof von Virginia im März 2012, dass Cuccinelli nicht die rechtliche Befugnis hatte, die Herausgabe solcher Daten und Unterlagen zu verlangen. Die Entscheidung beendete den zwei Jahre dauernden Rechtsstreit und wurde von Kommentatoren als politische Blamage für Cuccinelli gewertet, der sich mit der Kampagne gegen den Klimaforscher für seine anstehende Kandidatur um den Gouverneursposten habe profilieren wollen.
Seit April 2010 strengte Cuccinelli außerdem eine Klage gegen die US-Umweltbehörde EPA an, um sie zur Aufgabe ihrer Regulierung von Treibhausgasemissionen zu zwingen. Zur Begründung führte er Zweifel an den Ergebnissen der Klimaforschung an und verwies wiederum auf die Kontroverse um den Hackerzwischenfall. Im Juni 2012 verwarf jedoch ein Bundesgericht Cuccinellis Klage und bestätigte den Befund der EPA, dass Treibhausgase die öffentliche Gesundheit gefährden und wahrscheinlich für die globale Erwärmung des letzten halben Jahrhunderts verantwortlich sind. In der einstimmigen Entscheidung des Gerichts hieß es, dass die US-Umweltbehörde stichhaltige wissenschaftliche Beweise für ihre Befunde vorgelegt habe. Die damalige EPA-Direktorin Lisa Jackson begrüßte das Urteil und sprach von einer nachdrücklichen Bestätigung des Vorgehens ihrer Behörde.
Das US-Magazin Newsweek kommentierte im September 2010, dass sich Cuccinelli mit seinen Amtshandlungen einen Ruf als „eifriger Kreuzzügler der Tea Party“ erarbeitet habe. Spiegel Online schrieb, dass der Republikaner „an allen Fronten gegen das 21. Jahrhundert“ kämpfe.